# میگ آی-۲۵۰
میکویان-گورویچ آی-۲۵۰ (به انگلیسی: Mikoyan-Gurevich I-250) یک هواپیمای ساختِ کارخانهٔ میگ در کشور اتحاد جماهیر شوروی سوسیالیستی است که در سال ۱۹۴۵–۱۹۴۶ ساخته شد. این هواپیما برای نخستین بار در ۳ مارس ۱۹۴۵ میلادی مورد استفاده قرار گرفت.